# Pimpernoot
De pimpernoot (Staphylea pinnata) is een forse struik tot kleine boom uit het oostelijk Middellandse Zeegebied en Midden-Europa, die ook wel in België en Nederland wordt aangeplant.
De plant heeft tegenoverstaande, oneven enkel geveerde bladeren met vijf tot zeven paar blaadjes, die doen denken aan de bladeren van een es. De blaadjes zijn elliptisch en hebben een gezaagde bladrand.
De bruine, vrijwel ronde zaden, die ook wel "noot" genoemd worden, bevinden zich in een doosvrucht.
Vanwege de vorm van de vrucht wordt hij in Brabant aangeduid met de naam 'klootzakkenboom'.
In Vlaanderen staat hij meestal bekend als de paternosterbollekesboom vanwege de ronde zaden. Deze zaden werden als kralen gebruikt en tot paternosters geregen. De zaden zijn eetbaar.

Pimpernoot
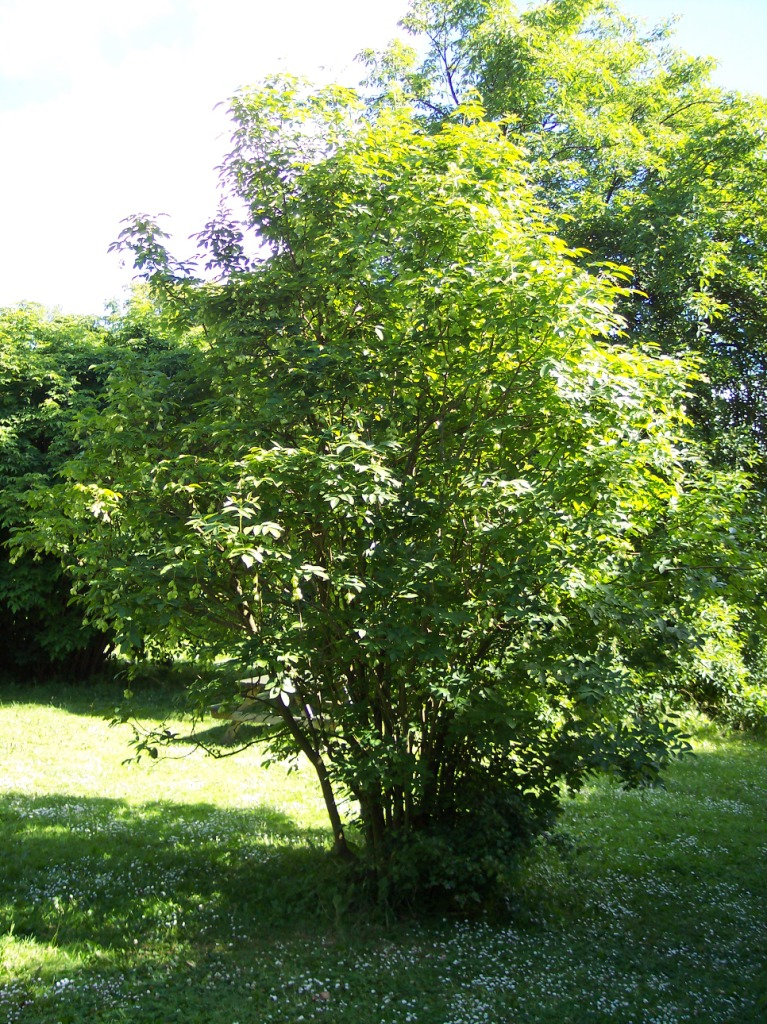
Habitus
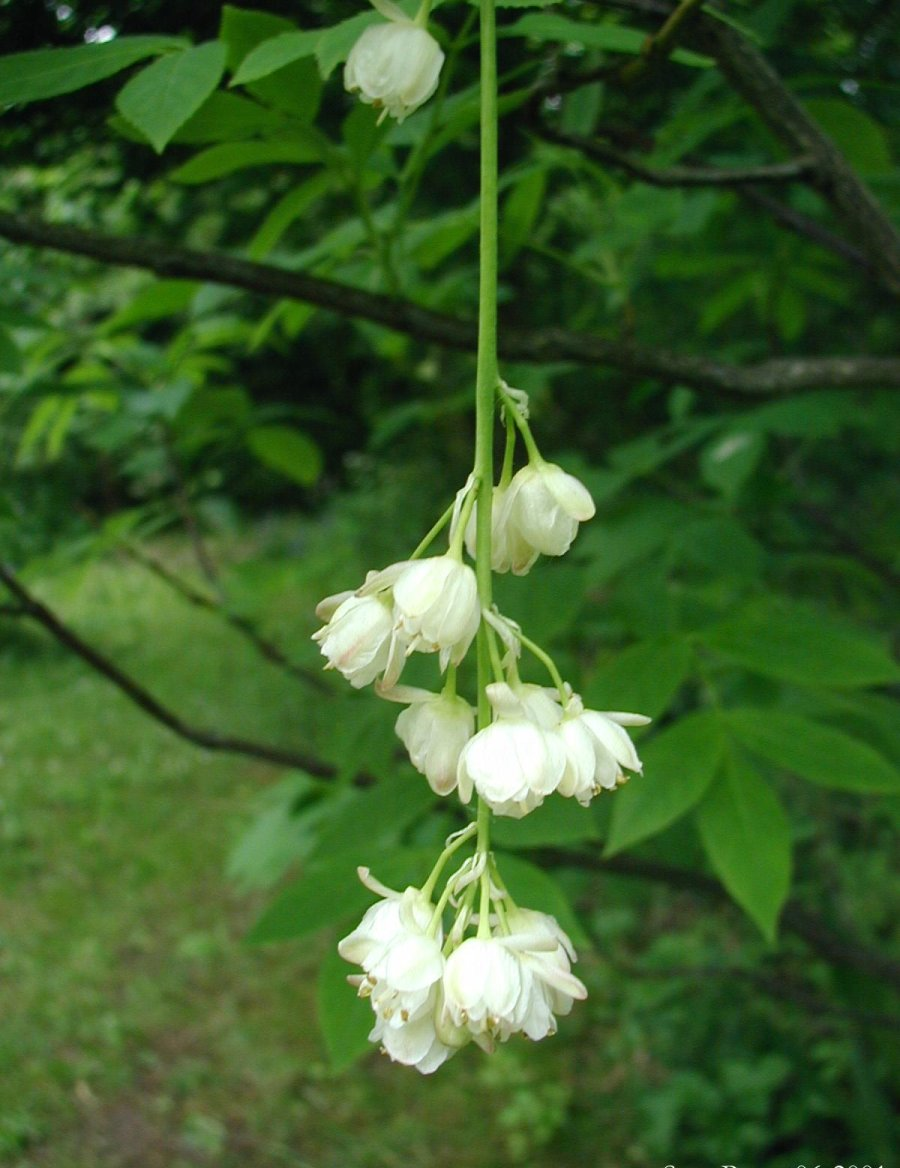
bloeiwijze
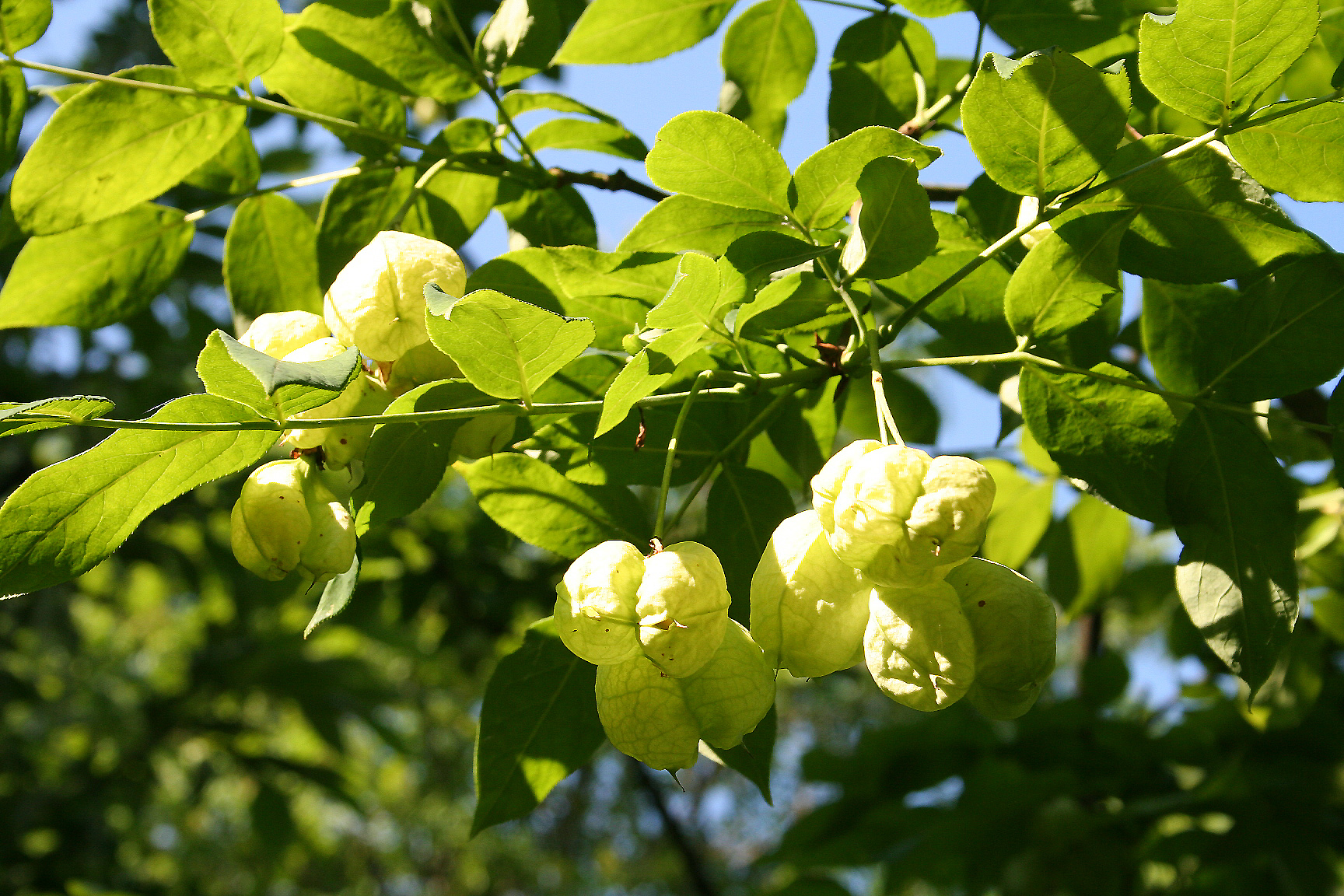
vruchten
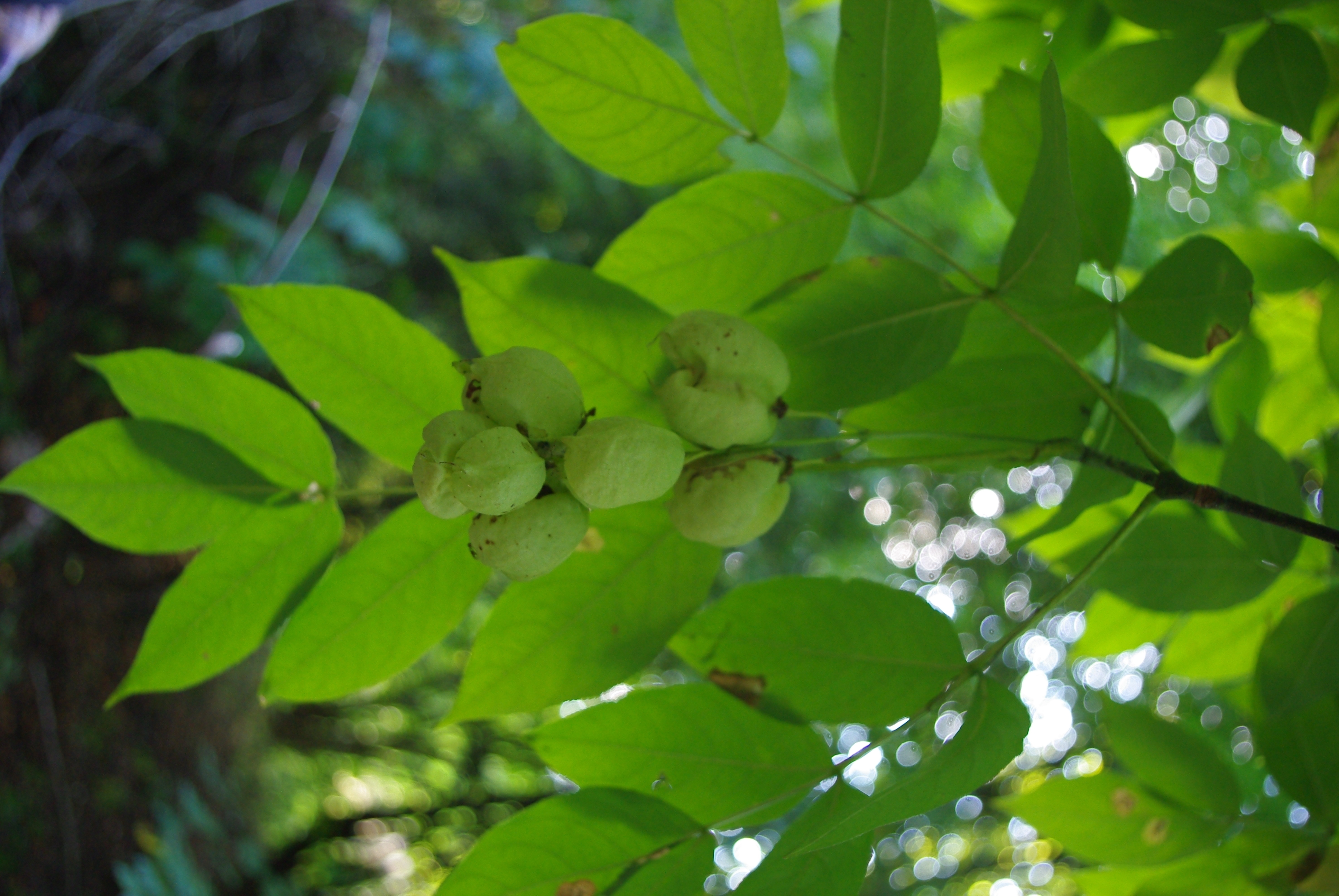
vruchten
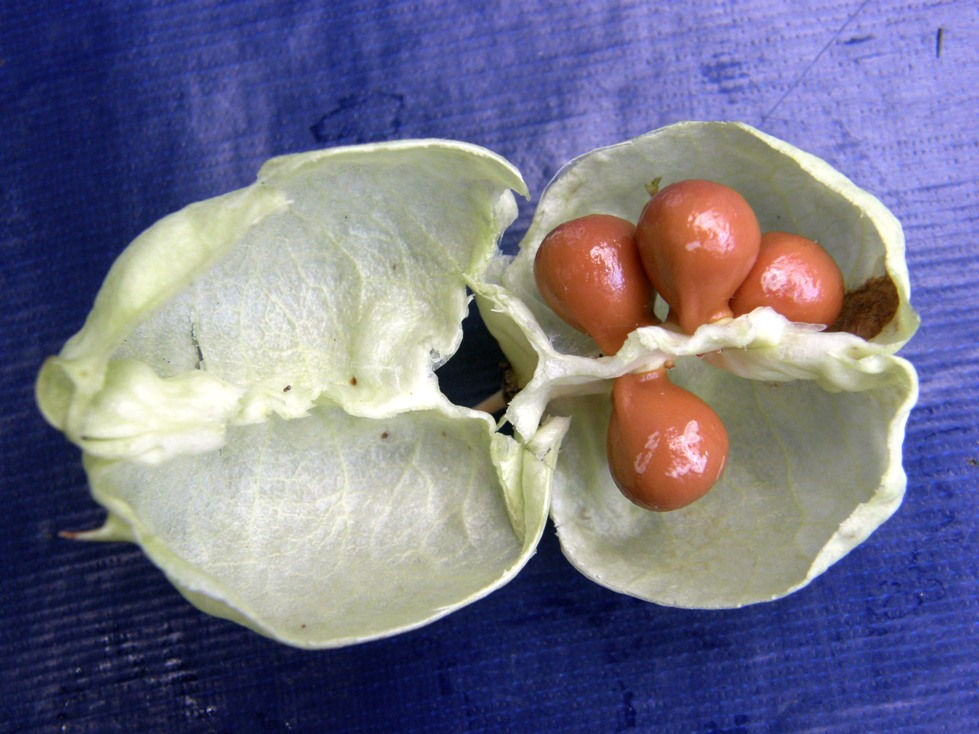
geopende vrucht met zaden
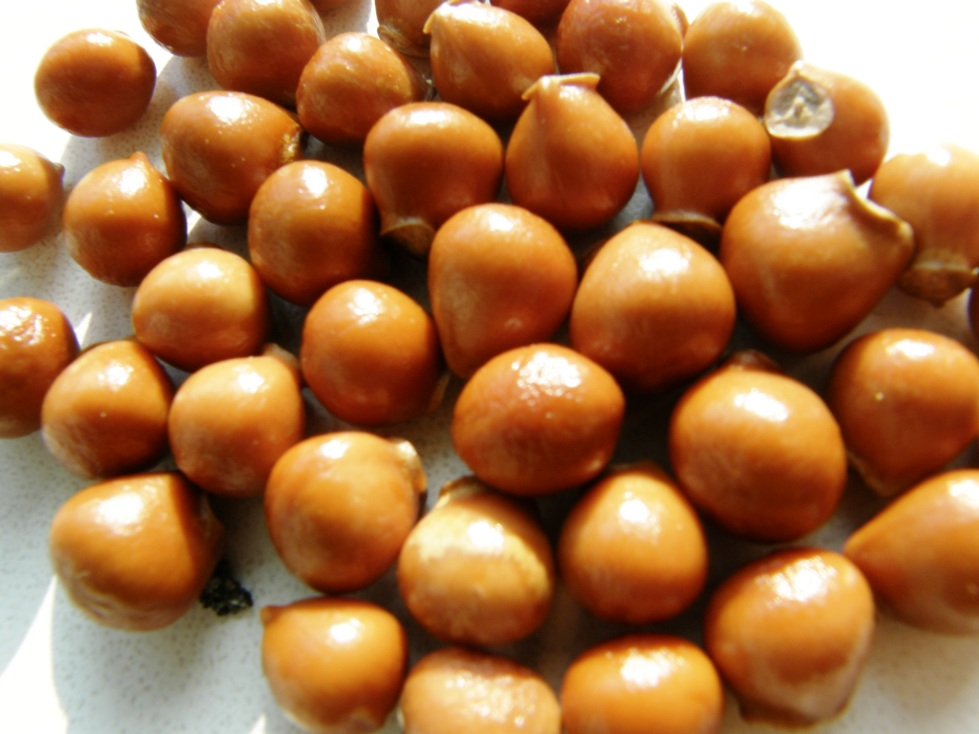
zaden
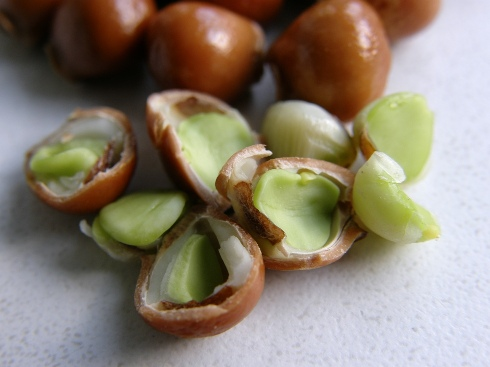
geopende zaden